# 山壳骨
山壳骨（学名：Pseuderanthemum latifolium）为爵床科山壳骨属的植物。分布在中南半岛、东喜马拉雅、印度、马来西亚以及中国大陆的云南、广东、海南、广西等地，生长于海拔700米的地区，目前尚未由人工引种栽培。

## 异名
- Pseuderanthemum palatiferum (Nees) Radlk.